# Esametilendiammina
L'esametilendiammina, nome IUPAC 1,6-diamminoesano, è una diammina, in quanto reca sulla sua molecola due gruppi amminici, -NH2. A temperatura ambiente è un solido ceroso bianco dall'odore sgradevole, vagamente ammoniacale.
Il suo uso principale è quello di materia prima per la produzione del polimero nylon6-6, ottenuto tramite la sua condensazione con l'acido adipico, anch'esso a sei atomi di carbonio.
Per acetilazione produce la esametilen-bis-acetammide. Questo composto è stato utilizzato sin dagli anni '60 nel campo della ricerca scientifica oncologica. È infatti in grado di indurre il differenziamento cellulare (maturazione) in linee cellulari tumorali di leucemia. Il meccanismo molecolare speculato comprende il rimodellamento della cromatina per inibizione degli enzimi nucleari della classe istone deacetilasi (HDACs).
Sull'esempio di questo composto sono stati posteriormente sviluppati inibitori delle HDACs più potenti ed anche più selettivi, alcuni dei quali sono stati già approvati ed altri sono in trials clinici di studio.